# Queen of the Blues (Koko Taylor)
Queen of the Blues è un album di Koko Taylor, pubblicato dalla Alligator Records nel 1985. Il disco fu registrato al Streeterville Studio di Chicago, Illinois (Stati Uniti).

## Tracce
Lato A
1. Evil – 4:58 (Willie Dixon)
2. Beer Bottle Boogie – 3:33 (Marilyn Scott)
3. I Cried Like a Baby – 5:11 (Nappy Brown, Lew Herman, Paul David)
4. I Can Love You Like a Woman (Or I Can Fight You Like a Man) – 3:48 (Morris (Maurice) Dollison)
5. Flamin' Mamie – 3:27 (Willie Dixon, Patti Page)

Lato B
1. Something Inside Me – 3:43 (Holiday)
2. The Hunter – 3:26 (Jones, Wells, Cropper, Jackson, Dunn)
3. Queen Bee – 3:46 (James Moore)
4. I Don't Care No More – 3:08 (Koko Taylor)
5. Come to Mama – 4:44 (Willie Mitchell, Earl Randle)

## Musicisti
- Koko Taylor - voce
- Criss Johnson - chitarra
- 'Professor' Eddie Lusk - tastiere
- Johnny B. Gayden - basso
- Ray 'Killer' Allison - batteria

Ospiti
- Lonnie Brooks - chitarra (brano: Queen Bee)
- Albert Collins - chitarra (brano:  The Hunter)
- James Cotton - armonica (brani: Evil e Queen Bee)
- Abb Locke - sassofono tenore (brani: Beer Bottle Boogie e Flamin' Mamie)
- Son Seals - chitarra (brano: I Don't Care No More)[4]